# Río Bélaya (Kama)
El río Bélaya, o también río Aghidhel (pronunciado [ˌʌɣiˈðel]; en ruso: Бе́лая; en baskir: Ағиҙел) es un río del este de la Rusia europea, el mayor afluente del río Kama. Su longitud es de 1430 km (10° río más largo de Europa) y drena una cuenca de 142 000 km².
Administrativamente, el río Bélaya discurre casi íntegramente por la república de Baskortostán y en su parte final por la de Tartaristán, ambas de la Federación de Rusia.

## Etimología

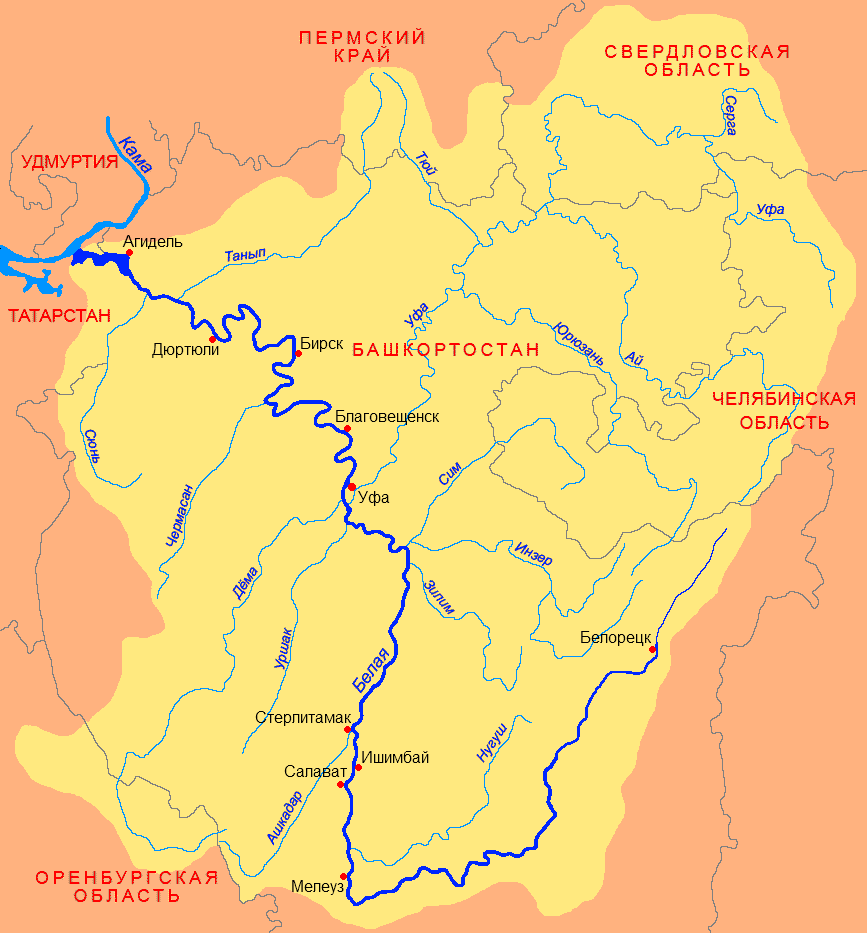
Mapa en ruso del río Bélaya (Бе́лая) que pasa por las ciudades de Beloretsk (Белоре́цк), Meleuz (Мелеу́з), Salavat (Салават), Ishimbái (Ишимбай), Sterlitamak (Стерлитамак), Ufá (Уфа), Blagovéshchensk (Благовещенск), Birsk (Бирск), Diurtiulí (Дюртюли) y Aguidel (Агиде́ль)

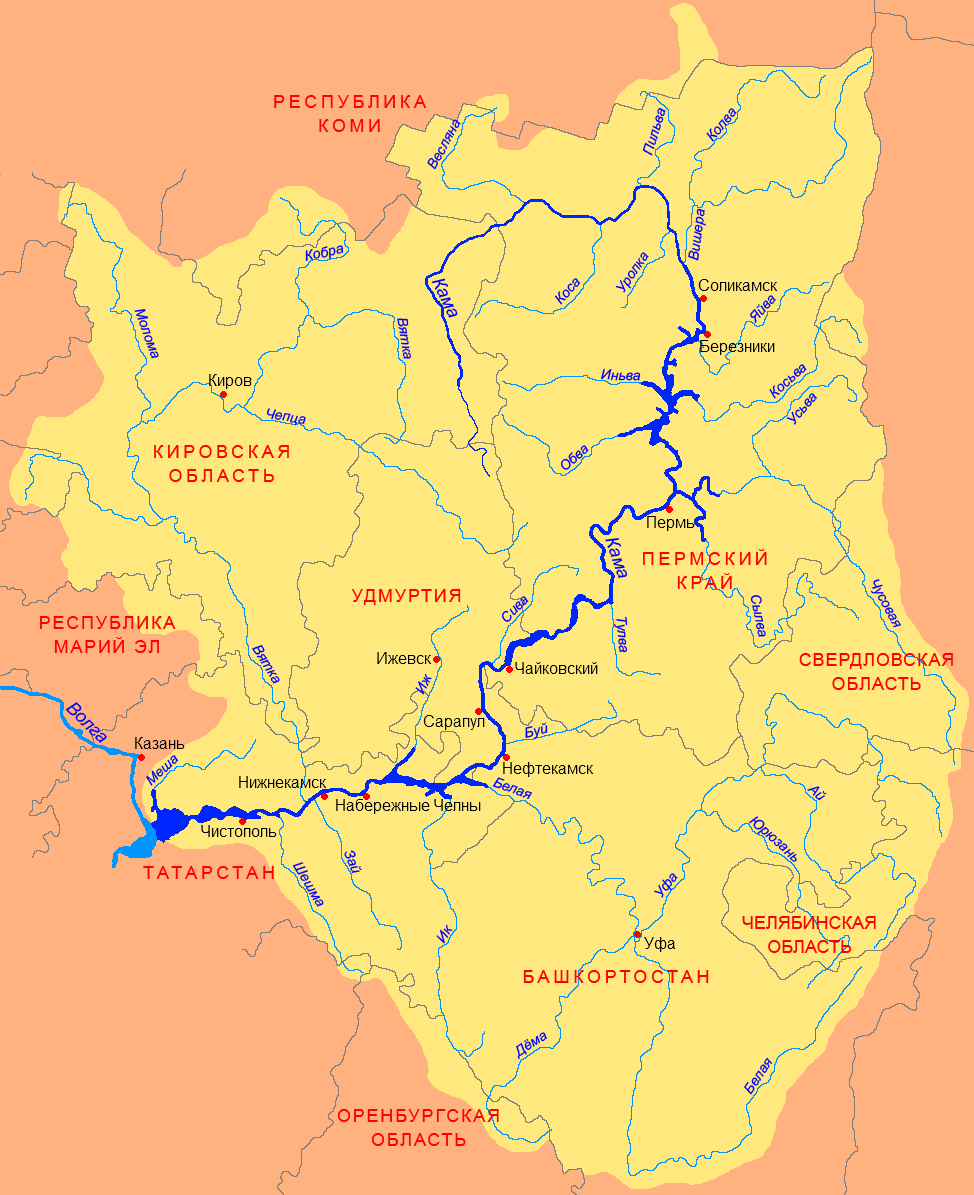
Mapa en ruso de la cuenca del río Kama donde aparece el Bélaya (Бе́лая), que es su mayor afluente por la izquierda

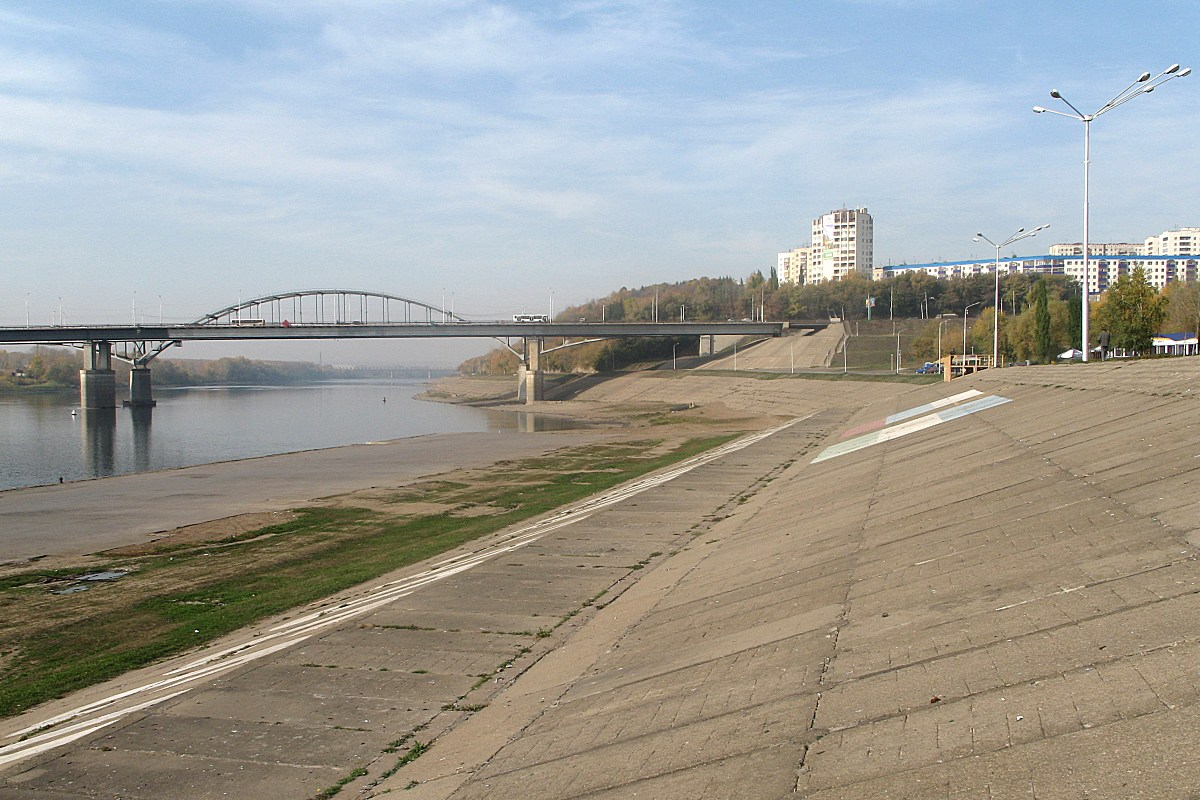
El río Bélaya a su paso por Ufá

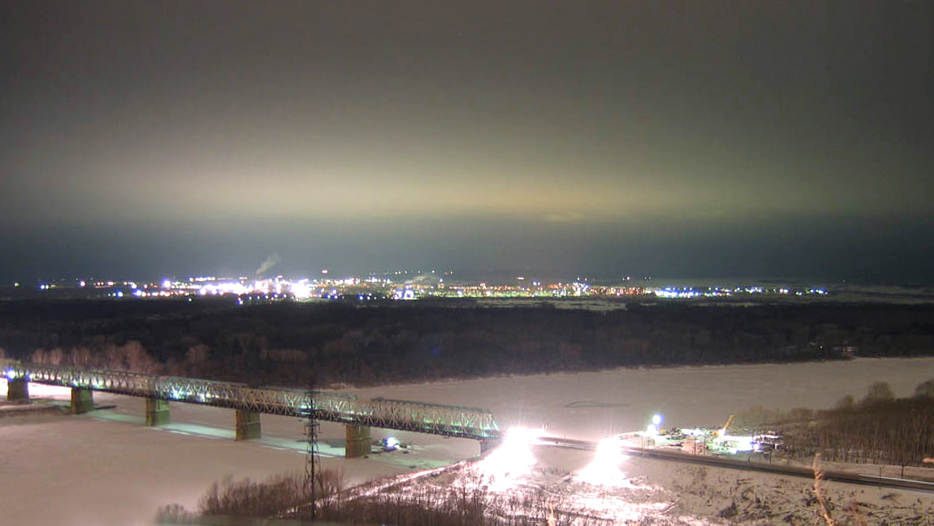
Vista nocturna del río Bélaya helado a su paso por Ufá

El nombre túrquico del río significa «El Volga blanco» y el nombre ruso simplemente «El río blanco».

## Geografía
El río Bélaya nace en el sudoeste de los montes Urales, cerca de la localidad de Bajsakélovo, en la república de Baskortostán, por la que discurrirá casi en su totalidad. Corre inicialmente en dirección Suroeste, en un curso paralelo al del río Ural. En este tramo, de cerca de 300 km,  baña las localidades de Beloretsk (68.842 hab.), Sermenovo, Uzjan, Kara y Kutanovo. El río gira entonces en dirección oeste, en un tramo de unos 100 km, y al llegar a la ciudad de Ira (al norte de Kumertau), gira decididamente en dirección norte.
Pasa por la ciudad de Meleuz y luego recibe por la derecha el río Nuguš. Sigue, siempre hacia el Norte, cruzando Salavat (155 925 habs.), Ishimbái (74 300 habs.) y Sterlitamak (268 303 habs.) donde recibe por la izquierda los ríos Aškadar y Sterlja. Sigue progresando hacia el Norte, recibiendo por la derecha los ríos Zigan, Zilim y Sim (con una longitud de 239 km) y por la izquierda el río Uršak. 
Llega finalmente a la capital de Baskortostán, Ufá, localizada en la confluencia con el río Ufá (proveniente del norte), que con 1.021.458 hab. es la mayor localidad ribereña. También en Ufá recibe, por la izquierda, las aguas del río Dema. Después de Ufá, el río toma dirección Noroeste, discurriendo en un curso zigzageante hasta su confluencia en el río Kama, en el tramo final del lago de la presa Nizhnekamsk, en un tramo que está en la frontera con la repúblicas de Tatarstán y próximo a la aglomeración de Neftekamsk (117.987 hab.) (el embalse de la presa Nizhnekamsk, construida en 1979, tiene 2.580 km², 13.000 hm³ y una producción de 2,250 GWh).
En este último tramo final, el río baña las localidades de Blagovéshchensk (32 989 habs.) y Birsk (41 913 habs.) y ya en las riberas embalsadas, Diurtiulí y Agidel. En este mismo tramo final recibe las aguas de sus últimos tributarios, por la izquierda, los ríos Karmasan, Čermasan, Baza y Sjun; y, por la derecha. los ríos Bir y Bystryj Tanyš.
El río Bélaya se congela, en promedio, desde mediados de noviembre a mediados de abril. El río es navegable, en primavera, hasta Sterlitamak, y, durante el verano, hasta Ufá.
El río Bélaya es uno de los más populares de los ríos de los Urales por la práctica del ráfting.

## Afluentes
El río Bélaya es el principal eje de la cuenca de la zona Baschiria, y recibe muchos afluentes, siendo los principales los siguientes: 
- por la derecha, los ríos Nuguš (Нугуш, con una longitud de 235 km), Zigan, Zilim, Sim (Сим, de 239 km), Ufá (de 918 km), Bir y Bystryj Tanyš (o sólo Tanyš, Танып, de 345 km y una cuenca de 7.560 km²).

- por la izquierda, los ríos Aškadar (Ашкадар, de 165 km), Uršak (Уршак, de 193 km), Dema (Дёма, 535 km), Karmasan, Čermasan, Baza y Sjun (Сюнь, de 209 km).

## Ciudades
En las riberas del río Bélaya se localizan las principales ciudades de la república, entre ellas las ya citadas Beloretsk, Sermenovo, Uzjan, Kara, Kutánovo, Ira, Meleuz, Salavat, Ishimbái, Sterlitamak, Ufá, Blagovéshchensk y Birsk.